# Guy Ducaté
 (mars 2012).
Guy Ducaté (né le 4 mars 1936 à Saint-Gilles, Bruxelles) est un peintre belge

## Biographie
Installé à Izel (Chiny) en Gaume depuis le début des années 1960, Guy Ducaté se décrit comme un peintre de la Lorraine belge. Peintre de paysages, du figuratif au non-figuratif, et de portraits, il est aussi aquarelliste et maître verrier. 
Sa formation artistique, il la commence à l'atelier du peintre Michel Delveaux, à Bruxelles, de 1950 à 1954. Il participe à de nombreuses expositions collectives : Académie luxembourgeoise (1964 et 1965), Salon des artistes français (1965), membre du groupe artistique Phoïbos (Bruxelles), expositions personnelles tant en Belgique qu'en France, en Italie et au grand-duché de Luxembourg. 
Il a été professeur à l’Académie Internationale d’été, chargé de mission au Japon et en Indonésie en 1970 et aux États-Unis en 1974, pour le compte du ministère de la Culture, conférencier au département des beaux-arts de l’Université de l'Iowa en 1974, membre du Conseil national des arts plastiques, membre de l’Académie luxembourgeoise, membre de la Sabam[source secondaire souhaitée].
Ses recherches portent sur l'évolution des formes, réduisant celles-ci à un simple jeu de verticales et d'horizontales. 
Depuis 2006, ses recherches l'amènent à travailler le carré au milieu de toiles de format carré elles aussi. Le carré est souvent à la croisée de diagonales qui forment à l'œil une sorte d'entonnoir. Il a pour effet d'attirer plus encore vers le centre de la peinture. Il exprime à travers ceux-ci sa volonté d'attirer le regard du spectateur vers le centre, le fond de l'œuvre et toute la partie invisible qu'elle cache.

## Œuvres monumentales
- Bas-relief béton – Maison de la culture du sud Luxembourg et Station de Pompage d’Aubange
- Vitraux : Hôtel de Ville de Bastogne (1970), Chapelle du Home St Joseph Eupen (1971), Chapelle de la Clinique de Libramont (1975), Église de Sélange (1983)

## Collections publiques
Arlon, Musée Gaspar, collection de l'Institut Archéologique du Luxembourg, huiles.

## Cité dans
- Dictionnaire des peintres belges, Arto Bruxelles
- Rencontre avec les artistes gaumais, édition Cellulose des Ardennes, 1993.
- Peintres en forêt, édition Omer Marchal, 1994
- Dictionnaire des peintres luxembourgeois, édition Omer Marchal, 1995
- Le Dictionnaire des Peintres belges du XIVe siècle à nos jours, édition La Renaissance du Livre, 1995
- Artistes et Galeries, édition SI Bruxelles, 1997
- Benezit IV, édition Gründ, Paris, 1999
- De Belgische Beeldende Kunstenaars, Paul Piron, édition Art in Belgium, 2000
- Saur Allgemeines Künstlerlexikon, édition Saur München, 2001
- Comanducci Universal Fine Art Dictionnary, édition Comanducci, Italie